# Olympische Jugend-Winterspiele 2016/Teilnehmer (Polen)
| Gelbes Symbol für Goldmedaillen mit stilisierten Olympischen Ringen | Graues Symbol für Silbermedaillen mit stilisierten Olympischen Ringen | Braundes Symbol für Bronzemedaillen mit stilisierten Olympischen Ringen |
| ------------------------------------------------------------------- | --------------------------------------------------------------------- | ----------------------------------------------------------------------- |
| —                                                                   | —                                                                     | —                                                                       |

Polen nahm an den Olympischen Jugend-Winterspielen 2016 im norwegischen Lillehammer mit 21 Athleten in neun Sportarten teil.

## Sportarten

### Biathlon
| Athleten                                                             | Wettbewerb           | Zeit (Schießfehler) | Rang |
| -------------------------------------------------------------------- | -------------------- | ------------------- | ---- |
| Jungen                                                               |                      |                     |      |
| Wojciech Filip                                                       | 7,5 km Sprint        | 21:54,7 min (3)     | 37   |
| Wojciech Filip                                                       | 10 km Verfolgung     | 35:05,1 min (8)     | 38   |
| Przemysław Pancerz                                                   | 7,5 km Sprint        | 21:15,6 min (4)     | 27   |
| Przemysław Pancerz                                                   | 10 km Verfolgung     | 31:31,1 min (3)     | 15   |
| Mädchen                                                              |                      |                     |      |
| Joanna Jakieła                                                       | 6 km Sprint          | 20:52,7 min (5)     | 31   |
| Joanna Jakieła                                                       | 7,5 km Verfolgung    | 29:38,8 min (7)     | 30   |
| Natalia Tomaszewska                                                  | 6 km Sprint          | 22:41,9 min (7)     | 46   |
| Natalia Tomaszewska                                                  | 7,5 km Verfolgung    | 32:47,3 min (7)     | 41   |
| Gemischt                                                             |                      |                     |      |
| Joanna Jakiela Przemysław Pancerz                                    | Single Mixed-Staffel | 46:12,3 min (6+17)  | 21   |
| Natalia Tomaszewska Joanna Jakieła Wojciech Filip Przemysław Pancerz | Mixed-Staffel        | 1:29:32,5 h (5+21)  | 15   |

### Eishockey
| Athleten          | Wettbewerb       | Qualifikation | Qualifikation | Finale             | Finale             |
| Athleten          | Wettbewerb       | Punkte        | Rang          | Punkte             | Rang               |
| ----------------- | ---------------- | ------------- | ------------- | ------------------ | ------------------ |
| Mädchen           |                  |               |               |                    |                    |
| Katarzyna Wybiral | Skills-Challenge | 7             | 15            | nicht qualifiziert | nicht qualifiziert |

### Eisschnelllauf
| Athleten         | Wettbewerb  | Durchgang 1 | Durchgang 1 | Durchgang 2 | Durchgang 2 | Gesamt      | Gesamt |
| Athleten         | Wettbewerb  | Zeit        | Rang        | Zeit        | Rang        | Zeit        | Rang   |
| ---------------- | ----------- | ----------- | ----------- | ----------- | ----------- | ----------- | ------ |
| Jungen           |             |             |             |             |             |             |        |
| Gaweł Oficjalski | 500 m       | 37,26 s     | 7           | 37,22 s     | 10          | 74,49 s     | 9      |
| Gaweł Oficjalski | 1500 m      |             |             |             |             | 1:57,31 min | 17     |
| Gaweł Oficjalski | Massenstart |             |             |             |             | 5:54,51 min | 14     |
| Jan Świątek      | 500 m       | 38,712 s    | 22          | 38,49 s     | 21          | 77,21 s     | 21     |
| Jan Świątek      | 1500 m      |             |             |             |             | 1:57,73 min | 20     |
| Jan Świątek      | Massenstart |             |             |             |             | 5:54,91 min | 16     |
| Mädchen          |             |             |             |             |             |             |        |
| Karolina Bosiek  | 500 m       | 40,78 s     | 8           | 40,85 s     | 7           | 81,63 s     | 7      |
| Karolina Bosiek  | 1500 m      |             |             |             |             | 2:06,24 min | 5      |
| Karolina Bosiek  | Massenstart |             |             |             |             | 5:56,44 min | 12     |
| Karolina Gąsecka | 500 m       | 42,38 s     | 17          | 42,39 s     | 18          | 84,78 s     | 18     |
| Karolina Gąsecka | 1500 m      |             |             |             |             | 2:09,02 min | 9      |
| Karolina Gąsecka | Massenstart |             |             |             |             | 5:58,32 min | 17     |

### Nordische Kombination
| Athleten       | Wettbewerb                    | Skispringen | Skispringen | Skispringen | Skispringen   | Langlauf    | Langlauf |
| Athleten       | Wettbewerb                    | Weite       | Punkte      | Rang        | Zeitrückstand | Zeit        | Rang     |
| -------------- | ----------------------------- | ----------- | ----------- | ----------- | ------------- | ----------- | -------- |
| Jungen         |                               |             |             |             |               |             |          |
| Paweł Twardosz | Normalschanze / 5 km Langlauf | 92,0 m      | 115,4       | 7           | 1:06 min      | 14:24,4 min | 6        |

| Athleten                                                                    | Wettbewerb                             | Skispringen | Skispringen | Skispringen   | Langlauf    | Langlauf |
| Athleten                                                                    | Wettbewerb                             | Punkte      | Rang        | Zeitrückstand | Zeit        | Rang     |
| --------------------------------------------------------------------------- | -------------------------------------- | ----------- | ----------- | ------------- | ----------- | -------- |
| Gemischt                                                                    |                                        |             |             |               |             |          |
| Kinga Rajda Paweł Twardosz Dawid Jarząbek Klaudia Kołodziej Mateusz Haratyk | Team Skispringen/Nordische Kombination | 305,2       | 9           | 1:34 min      | 28:29,1 min | 9        |

### Rennrodeln
| Athleten                | Wettbewerb   | Durchgang 1 | Durchgang 1 | Durchgang 2 | Durchgang 2 | Gesamt       | Gesamt |
| Athleten                | Wettbewerb   | Zeit        | Rang        | Zeit        | Rang        | Zeit         | Rang   |
| ----------------------- | ------------ | ----------- | ----------- | ----------- | ----------- | ------------ | ------ |
| Jungen                  |              |             |             |             |             |              |        |
| Kacper Tarnawski        | Einsitzer    | 58,299 s    | 20          | 49,746 s    | 20          | 1:48,045 min | 20     |
| Artur Zubel Daniel Rola | Doppelsitzer | 54,395 s    | 12          | 54,147 s    | 10          | 1:48,542 min | 10     |
| Mädchen                 |              |             |             |             |             |              |        |
| Nadia Chodorek          | Einsitzer    | 54,262 s    | 11          | 54,405 s    | 15          | 1:48,667 min | 15     |

| Athleten                                                | Wettbewerb  | Mädchen  | Mädchen | Junge    | Junge | Doppel       | Doppel | Gesamt       | Gesamt |
| Athleten                                                | Wettbewerb  | Zeit     | Rang    | Zeit     | Rang  | Zeit         | Rang   | Zeit         | Rang   |
| ------------------------------------------------------- | ----------- | -------- | ------- | -------- | ----- | ------------ | ------ | ------------ | ------ |
| Gemischt                                                |             |          |         |          |       |              |        |              |        |
| Artur Zubel Daniel Rola Nadia Chodorek Kacper Tarnawski | Teamstaffel | 59,415 s | 11      | 59,302 s | 10    | 1:00,041 min | 9      | 2:58,758 min | 11     |

### Ski Alpin
| Jungen          |              |             |     |                    |                    |                    |                    |
| Szymon Bębenek  | Super-G      |             |     |                    |                    | 1:12,24 min        | 13                 |
| Szymon Bębenek  | Riesenslalom | 1:20,32 min | 15  | 1:20,20 min        | 15                 | 2:40,52 min        | 13                 |
| Szymon Bębenek  | Slalom       | 51,64 s     | 14  | 51,32 s            | 14                 | 1:42,96 min        | 13                 |
| Szymon Bębenek  | Kombination  | 1:13,32 min | 15  | 41,97 s            | 10                 | 1:55,29 min        | 11                 |
| Mädchen         |              |             |     |                    |                    |                    |                    |
| Daria Krajewska | Super-G      |             |     |                    |                    | 1:14,44 min        | 8                  |
| Daria Krajewska | Riesenslalom | DNF         | DNF | nicht qualifiziert | nicht qualifiziert | nicht qualifiziert | nicht qualifiziert |
| Daria Krajewska | Slalom       | DNF         | DNF | nicht qualifiziert | nicht qualifiziert | nicht qualifiziert | nicht qualifiziert |
| Daria Krajewska | Kombination  | DNF         | DNF | nicht qualifiziert | nicht qualifiziert | nicht qualifiziert | nicht qualifiziert |

### Skilanglauf
| Athleten          | Wettbewerb       | Qualifikation | Qualifikation | Viertelfinale | Viertelfinale | Halbfinale         | Halbfinale         | Finale             | Finale             |
| Athleten          | Wettbewerb       | Zeit          | Rang          | Zeit          | Rang          | Zeit               | Rang               | Zeit               | Rang               |
| ----------------- | ---------------- | ------------- | ------------- | ------------- | ------------- | ------------------ | ------------------ | ------------------ | ------------------ |
| Jungen            |                  |               |               |               |               |                    |                    |                    |                    |
| Mateusz Haratyk   | Cross            | 3:17,05 min   | 24            |               |               | 3:10,38 min        | 5                  | 3:20,90 min        | 10                 |
| Mateusz Haratyk   | Sprint klassisch | 3:08,99 min   | 21            | 3:09,45 min   | 5             | nicht qualifiziert | nicht qualifiziert | nicht qualifiziert | nicht qualifiziert |
| Mateusz Haratyk   | 10 km Freistil   |               |               |               |               |                    |                    | 25:45,3 min        | 20                 |
| Mädchen           |                  |               |               |               |               |                    |                    |                    |                    |
| Klaudia Kołodziej | Cross            | 3:56,29 min   | 26            |               |               | 3:48,39 min        | 8                  | nicht qualifiziert | nicht qualifiziert |
| Klaudia Kołodziej | Sprint klassisch | 3:45,95 min   | 27            | 3:39,18 min   | 6             | nicht qualifiziert | nicht qualifiziert | nicht qualifiziert | nicht qualifiziert |
| Klaudia Kołodziej | 5 km Freistil    |               |               |               |               |                    |                    | 15:11,3 min        | 29                 |

### Skispringen
| Athleten       | Wettbewerb    | Erste Runde | Erste Runde | Erste Runde | Finale | Finale | Finale | Gesamt | Gesamt |
| Athleten       | Wettbewerb    | Weite       | Punkte      | Rang        | Weite  | Punkte | Rang   | Punkte | Rang   |
| -------------- | ------------- | ----------- | ----------- | ----------- | ------ | ------ | ------ | ------ | ------ |
| Jungen         |               |             |             |             |        |        |        |        |        |
| Dawid Jarząbek | Normalschanze | 83,0 m      | 94,6        | 13          | 83,0 m | 94,1   | 11     | 188,7  | 12     |
| Mädchen        |               |             |             |             |        |        |        |        |        |
| Kinga Rajda    | Normalschanze | 83,5 m      | 90,3        | 8           | 84,5 m | 91,4   | 7      | 181,7  | 7      |

| Athleten                                  | Wettbewerb               | Erste Runde | Erste Runde | Finale             | Finale             | Gesamt             | Gesamt             |
| Athleten                                  | Wettbewerb               | Punkte      | Rang        | Punkte             | Rang               | Punkte             | Rang               |
| ----------------------------------------- | ------------------------ | ----------- | ----------- | ------------------ | ------------------ | ------------------ | ------------------ |
| Gemischt                                  |                          |             |             |                    |                    |                    |                    |
| Kinga Rajda Paweł Twardosz Dawid Jarząbek | Mixed-Team Normalschanze | DNS         | DNS         | nicht qualifiziert | nicht qualifiziert | nicht qualifiziert | nicht qualifiziert |

### Snowboard

#### Snowboardcross
| Athleten   | Wettbewerb     | Qualifikation | Qualifikation | Vorlauf | Vorlauf | Halbfinale | Finale   |
| Athleten   | Wettbewerb     | Zeit          | Rang          | Punkte  | Rang    | Position   | Position |
| ---------- | -------------- | ------------- | ------------- | ------- | ------- | ---------- | -------- |
| Mädchen    |                |               |               |         |         |            |          |
| Anna Lalik | Snowboardcross | 52,27 s       | 6             | 13      | 8       | 3          | 8        |